# Karola Bloch
Karola Bloch (ur. 22 stycznia 1905 w Łodzi, zm. 31 lipca 1994 w Tybindze) – polska i niemiecka architektka, socjalistka i feministka. Trzecia żona filozofa Ernsta Blocha.

## Wczesne lata
Urodziła się jak Karola Piotrkowska w polsko-żydowskiej rodzinie bogatych fabrykantów tekstyliów, która uciekła do Rosji w czasie I wojny światowej. W Moskwie była świadkiem rewolucji październikowej. W 1921 rodzina przeprowadziła się do Berlina, gdzie Karola studiowała sztukę u ekspresjonisty Ludwiga Meidnera. W 1926 poznała swojego przyszłego męża.
Rozpoczęła studiowanie architektury w Wiedniu, by następnie przenieść się do Berlina na Uniwersytet Techniczny, gdzie była uczennicą modernistów: Hansa Poelziga i Bruno Tauta. Po dojściu do władzy Hitlera wyemigrowała w 1933 do Zurychu, gdzie ostatecznie ukończyła studia na Uniwersytecie Zuryskim.
W Berlinie wstąpiła do lewicowego klubu studenckiego i zajęła się walką z faszyzmem. Wstąpiła do Komunistycznej Partii Niemiec.
Po spaleniu Reichstagu w 1933, lewicowa kolonia artystyczna w dzielnicy Wilmersdorf, w której mieszkała wraz z Ernstem Blochem została otoczona przez nazistów. Udało jej się ukryć i wynieść rękopisy Ernsta. Po ukończeniu studiów w Zurychu osiedli w Wiedniu, gdzie pobrali się w 1934.

## Życie i praca na emigracji
W Wiedniu pracowała dla architekta Jacquesa Groaga. Była również informatorką Komunistycznej Partii Związku Radzieckiego o sytuacji w Niemczech i Polsce. Po Anschlussie Austrii małżonkowie wyjechali do Paryża gdzie Karola pracowała w studio architektonicznym Augusta Perreta. W 1936 przeprowadzili się do Pragi, gdzie prowadziła własną działalność projektową wraz Friedl Dicker-Brandeis – projektantką tekstyliów. Zaprojektowała również dom jednorodzinny w Tatrach. W 1937 urodził się im syn Jan-Robert.
W 1938 para wyemigrowała do Nowego Jorku. Ponieważ Ernst nie znał angielskiego, Karola utrzymywała rodzinę pracując jako architekt. Była jedną z niewielu kobiet w biurze Mayer & Whittlesey i pracowała przy projektowaniu nowojorskich wieżowców. Pracowała również w Cambridge i Bostonie. Zorganizowała grupę wsparcia dla polskich architektów.
W 1943 rodzice i rodzeństwo Karoli zginęli w Treblince.

## Życie i praca w Niemczech
W 1949 Blochowie wrócili do Niemiec Wschodnich, gdzie Ernst zaczął wykładać na Uniwersytecie w Lipsku, a Karola projektowała typowe przedszkola i żłobki na zlecenie Deutsche Bauakademie.
W 1957 Karola została usunięta z Socjalistycznej Partii Jedności Niemiec z powodu swoich antystalinowskich poglądów. Oznaczało to również dla niej zakaz pracy w zawodzie. Anonimowo publikowała artykuły dla kobiet m.in. o efektywnym urządzaniu kuchni. Została również członkiem założycielem International Union of Women Architects. Po zbudowaniu w 1961 muru berlińskiego Blochowie korzystając z pobytu w zachodniej części Niemiec z okazji wykładów zdecydowali się nie wracać do NRD. Zamieszkali w Tybindze, gdzie Ernst został profesorem. Karola poświęciła się działalności na rzecz więźniów i kobiet. Była założycielką stowarzyszenia Hilfe zur Selbsthilfe.